# Shamus O'Brien
Shamus O'Brien è un cortometraggio muto del 1907 diretto da Francis Boggs.

## Produzione
Il film fu prodotto da William Nicholas Selig per la Selig Polyscope Company.

## Distribuzione
Distribuito dalla Selig Polyscope Company, il film - un cortometraggio di una bobina - uscì nelle sale cinematografiche statunitensi il 15 marzo 1908.